# Pino Puglisi
Pino Puglisi hay Giuseppe "Pino" Puglisi (phát âm tiếng Ý: [ˈpiːno puʎˈʎiːzi]) (sinh ngày 15 tháng 9 năm 1937 - mất ngày 15 tháng 9 năm 1993) là một linh mục thuộc Giáo hội Công giáo Rôma. Năm 2012, Giáo hoàng Bênêđictô XVI công nhận linh mục Pino Puglisi tử đạo và năm 2013, Pino Puglisi được tuyên phong Chân phước. Năm năm sau ngày được tuyên Chân Phước, giữa năm 2018, để tưởng nhớ 25 năm ngày tử đạo của ông, chân phước Giuseppe "Pino" Puglisi lại được Vatican vinh danh lần nữa khi Tòa Thánh cho phát hành mẫu tem mang hình ông. Pino Puglisi là vị chân phước đầu tiên của Giáo hội Công giáo Rôma tử vì đạo trước mafia.

## Cuộc đời
Pino Puglisi được sinh ra ở Brancaccio, một khu dân cư lao động tại Palermo (Sicily). Cha ông làm nghề đóng giày còn mẹ ông là một thợ may. Năm mười sáu tuổi, Pino Puglisi bắt đầu học tại đại chủng viện. Sau khi tốt nghiệp đại chủng viện, Pino Puglisi được Hồng y Ernesto Ruffini thụ phong linh mục vào ngày 2 tháng 7 năm 1960 tại Palermo, ông được giao mục vụ tại nhiều giáo xứ khác nhau. Ở thời điểm đó, Pino Puglisi từng nghi ngờ về sự tồn tại của Mafia. Khi một nhà báo hỏi ông "Mafia là gì?", Pino Puglisi trả lời: "Cho đến nay như tôi biết, nó có thể là một thương hiệu của chất tẩy rửa."

### Mục vụ linh mục
Năm 1990, Puglisi được vị giám mục bản quyền giao việc mục vụ tại giáo xứ San Gaetano ở Brancaccio. Ông lên tiếng chống lại các hoạt động phi pháp của Mafia lúc này đang bành trướng mạnh mẽ khắp nơi và kêu gọi mở một nơi trú ẩn cho những trẻ em cơ nhỡ.
Được sự hỗ trợ từ giáo phận Palermo, Pino Puglisi đã cố gắng thay đổi tinh thần của giáo dân mà mình phụ trách. Puglisi khích lệ họ tránh sự sợ hãi, thụ động và im lặng trước mọi áp bức bất công của chính quyền cũng như tội lỗi của tổ chức Mafia. Trong các bài giảng của thánh lễ trong nhà thờ, linh mục Puglisi đã cầu xin cho các nhà chức trách có đủ điều kiện để xử lý các hoạt động bất hợp pháp của Mafia tại Brancaccio Ông từ chối các khoản tiền bất hợp pháp khi chúng được dùng để tài trợ cho các lễ kỷ niệm truyền thống, và không cho bất kỳ người nào có dính dáng đến tổ chức phép Mafia được tham gia vào các nghi lễ tôn giáo của nhà thờ.
Linh mục Pino Puglisi đã rất cố gắng tìm mọi cách để các trẻ em được đến trường. Ông vận động các trẻ em từ bỏ hành vi trộm cướp, buôn bán ma túy và bán thuốc lá lậu. Linh mục Puglisi đã bỏ qua hàng loạt cảnh báo của Mafia và đồng thời từ chối trao hợp đồng cho một công ty xây dựng do Mafia đỡ đầu nhằm xây dựng và phục hồi lại nhà thờ có nguy cơ sụp đổ nơi ông đang quản lý. Hàng loạt giáo dân, những người đã giúp ông cố gắng thay đổi cuộc sống tại những khu phố do Mafia quản lý cũng bị Mafia gửi những thông điệp cảnh cáo mạnh mẽ. Một số người trong số họ đã nhận được lời cảnh báo khi thấy cánh cửa nhà họ đang sống bị đốt cháy, hay điện thoại liên tục nhận các cuộc gọi đe dọa và hàng loạt cách thức đe dọa khác cũng luôn được gửi tới cho gia đình của họ.

### Bị ám sát
Ngày 15 tháng 9 năm 1993, cũng là ngày sinh nhật lần thứ 56 của Puglisi, vị linh mục đã bị bắn chết ngay ở bên ngoài ngôi nhà của ông bằng một viên đạn duy nhất. Linh mục Pino Puglisi bị bất tỉnh khi được đưa đến một bệnh viện địa phương, các bác sĩ phẫu thuật ở đó đã không thể hồi cứu được ông. Vụ giết người sau đó được điều tra và xác định do các trùm Mafia địa phương gây nên. Các anh em Filippo và Giuseppe Graviano, trùm Mafia địa phương đã ra lệnh thủ tiêu Linh mục Pino Puglisi. Một trong những sát thủ đã giết Pino Puglisi có tên là Salvatore Grigoli. Hắn ta sau đó đã thú nhận và tiết lộ những lời cuối cùng của vị linh mục khi bị những kẻ sắp giết ông tiếp cận, ông đã bình tĩnh nói với họ rằng: "Tôi đang mong đợi bạn đến!" ("I've been expecting you!")
Vụ ám sát Linh mục Pino Puglisi đã gây sốc cho cho toàn nước Ý. Có một cuộc gọi ngay lập tức do tám linh mục ở Palermo đến giáo hoàng để mong ông đến Palermo và hiện diện trong lễ tang của vị linh mục vừa bị sát hại. Tuy nhiên, Giáo hoàng Gioan Phaolô II vì đã có lịch làm việc ở Tuscany cũng vào ngày đó nên không thể tham dự lễ tang của Pino Puglisi. Tại đám tang của linh mục vừa bị sát hại, Hồng y Salvatore Pappalardo-Tổng giám mục Palermo, đã lên tiếng rất mạnh mẽ lên án tội ác mà Mafia vừa thực hiện. Ông nhắc lại những lời mà Giáo hoàng trong chuyến viếng thăm Agrigento, Sicily, chỉ vài tháng trước đó đã lên án gay gắt các tội ác của Mafia đã gây nên. Thẩm phán nổi tiếng Lorenzo Matassa tuyên bố trên tờ New York Times "Đây là một trong những tội ác của mafia" và ông nhận định: "Tổ chức mafia Cosa Nostra không thể khoanh tay đứng nhìn vị linh mục dạy dỗ điều hay cho trẻ nhỏ trong khu vực".
Ngày 14 tháng 4 năm 1998, Mafiosi Gaspare Spatuzza, Nino Mangano, Cosimo Lo Nigro và Luigi Giacalone những người có liên quan đến cái chết của Pino Puglisi đã bị tòa án Ý tuyên bản án tử hình. Các anh em của nhà Graviano cũng bị nhận bản án tử hình do ra lệnh giết người.

## Vinh danh

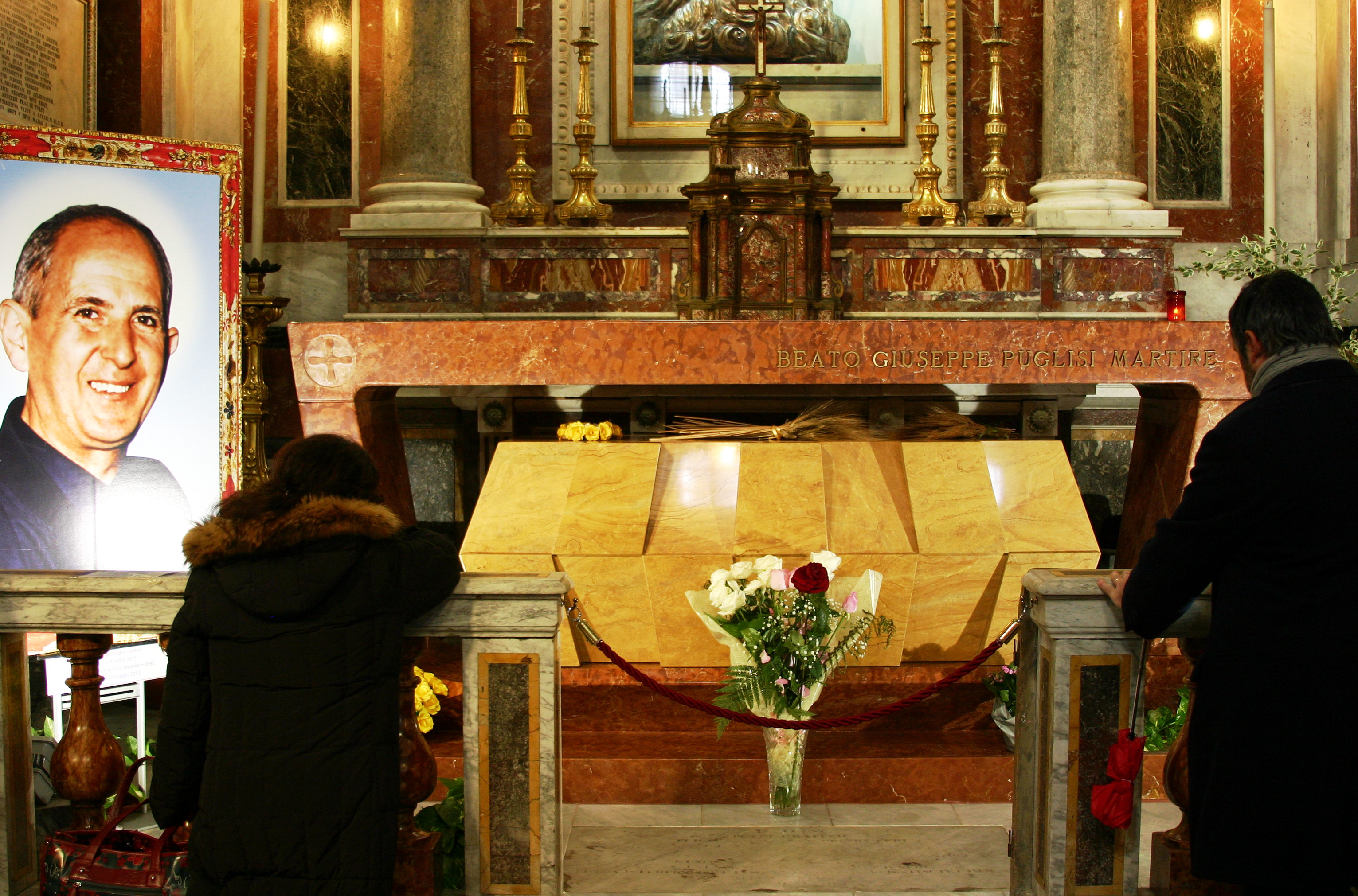
Mộ của linh mục Pino Puglisi tại Nhà thờ Palermo..

Trong chuyến viếng thăm Sicily vào tháng 11 năm 1994, Giáo hoàng Gioan Phaolô II đã ca ngợi Linh mục Pino Puglisi là một "Chứng nhân dũng cảm của Tin Mừng." ("courageous exponent of the Gospel.") Giáo hoàng kêu gọi mọi người ở Sicilia không cho phép cái chết của linh mục thành ra vô ích và cảnh báo rằng Mafia phải chịu tráhh nhiệm về cái chết của vị linh mục.
Tư thế hùng biện khi giảng lễ của Linh mục Pino Puglisi cùng câu nói của ông "If everyone does something, then we can do a lot", đã được vẽ đầy trên các bức tường ở Brancaccio.
Năm 1999, Hồng y Palermo bắt đầu quá trình phong chân phước, tuyên bố Linh mục Pino Puglisi là Tôi tớ Chúa. Ngày 28 tháng 6 năm 2012, Giáo hoàng Biển Đức XVI đã cho phép Bộ Nguyên tắc Thánh của Vatican chỉ định Puglisi là một vị tử đạo trong bước đầu tiên để tiến đến tuyên Thánh. Giáo hoàng Biển Đức XVI đã ký một nghị định thừa nhận rằng Linh mục Pino Puglisi đã "bị giết bởi lòng căm ghét đức tin", có nghĩa là ông có thể được phong chân phước - bước cuối cùng trước khi được tuyên phong là Thánh.

## Chân phước
Ngày 25 tháng 5 năm 2013, Linh mục Pino Puglisi được tuyên phong chân phước. Thánh lễ tuyên chân phước do Giám mục Paolo Cardinal Romeo, Tổng Giám mục Palermo và Giám mục Salvatore Cardinal de Giorgi, Tổng giám mục danh dự của Palermo, thực hiện. Ước tính có khoảng hơn 50.000 người đã tham dự Thánh lễ. Ngày 26 tháng 5, Giáo hoàng Phanxicô tuyên bố rằng Chân phước Pino Puglisi là một linh mục gương mẫu, một người tử đạo, và ông cũng lên án những tội ác của các nhóm mafia.

## Trong văn hóa
- Deliziosi, Francesco (2001). Don Puglisi: Vita del prete palermitano ucciso dalla mafia, Milan: Mondadori, ISBN 88-04-55377-4
- Deliziosi, Francesco (2013). Pino Puglisi, il prete che fece tremare la mafia con un sorriso, Milan: Rizzoli, ISBN 978-8817066587
- Alla luce del sole, also known as In the Sunlight, là một bộ phim về cuộc đời của Linh mục Pino Puglisi, bởi Roberto Faenza và diễn viên Luca Zingaretti, được phát hành tại Ý vào năm 2005.[17]
- Năm 2018, 5 năm sau khi được phong chân phước, Giuseppe "Pino" Puglisi được Vatican vinh danh phát hành mẫu tem để tưởng nhớ 25 năm ngày tử đạo.[1]